# Станко Миљковић
Станко Миљковић (Велико Војловце, 28. мај 1948 — 2010) био је српски новинар и писац.

## Биографија
Завршио је књижевност на Филолошком факултету у Београду. Кратко је радио као наставник у Неготину, а затим као новинар у Радио Лесковцу. Био је члан редакције Наше речи. Објављивао је текстове у часописима као што су Студент, Омладинске новине, Наша реч, Лесковачки зборник, Освит, Политика, Српски југ, Наше стварање, Лесковчанин, Свеске, Помак. Издао је и две књиге, Рашки сликар и Записи у времену. Два пута је освајао награде на књижевном конкурсу Наше речи. Био је члан Удружења писаца општине Лесковац.